# Гуго д’Ибелин
Гуго́ д’Ибели́н (фр. Hugues d’Ibelin; до 1133 — ок. 1170) — сеньор Рамлы и Ибелина, влиятельный барон Иерусалимского королевства.

## Биография
Гуго был старшим сыном Барисана д’Ибелина и Эльвис из Рамлы. После смерти Барисана в 1150 году Эльвис вышла замуж за коннетабля королевства Манассе д’Иержа, одного из верных сторонников королевы Мелисенды в её борьбе с Балдуином III.
Манассе был изгнан в 1152 году, когда Балдуин одержал верх в борьбе против Мелисенды и позволил Гуго унаследовать Рамлу, владение матери. Гуго принял участие в захвате Аскалона в 1153 году, а в 1157 году попал в плен в битве при Баниасе и был отпущен, возможно, в следующем году. В 1159 году он посетил Антиохию и встретился с византийским императором Мануилом Комнином, который прибыл для утверждения своего сюзеренитета над княжеством.
Гуго принимал участие в экспедиции Амори в Египет в 1167 году и отвечал за постройку моста через Нил. Крестоносцы в то время были в союзе с египетским султаном против Асад ад-Дина Ширкуха ибн Шади, полководца атабека Нур ад-Дина, который также боролся за контроль над Египтом. Гуго был отправлен в Каир, чтобы оборонять город вместе с Камилем, сыном султана, и стал первым крестоносцем, побывавшим во дворце султана. При осаде Бильбейса во время той же кампании, согласно семейной легенде, Гуго был спасён Филиппом де Милли после того, как сломал ногу и упал с лошади.
Гуго умер около 1170 года во время паломничества в Сантьяго-де-Компостела. Его владения, Ибелин и Рамла, перешли к его младшему брату Балдуину.
Другой Гуго д’Ибелин был сыном Жана Старого, правителя Бейрута, и приходился внучатым племянником этому Гуго.

## Брак
В 1163 году женился на Агнессе де Куртене (1133 — сентябрь 1184/1 февраля 1185), дочери графа Эдессы Жослена II и Беатрисы, бывшей супруге  Амори и матери Балдуина IV. Возможно, Агнесса уже была обручена с ним до 1157 года, но вышла за Амори после пленения Гуго; Амори развёлся с ней, прежде чем короновался в 1163 году.
Умер бездетным.